# Bezirksamt Bonndorf
| Basisdaten            | Basisdaten                         |
| --------------------- | ---------------------------------- |
| Staat                 | Großherzogtum Baden Republik Baden |
| Landeskommissärbezirk | Konstanz                           |
| Sitz                  | Bonndorf                           |
| Bestandszeitraum      | 1807–1924                          |
| Fläche                | 377,9 km² (1910)                   |
| Einwohner             | 15.514 (1910)                      |
| Bevölkerungsdichte    | 41 Einw./km² (1910)                |
| Gemeinden             | 45 (1910)                          |

Bezirksämter in Baden (Stand 1890)

Das Bezirksamt Bonndorf, im 19. Jahrhundert auch als Amt Bonndorf bezeichnet, war von 1807 bis 1924 ein Verwaltungsbezirk im Großherzogtum Baden und in der Republik Baden. Sein Gebiet gehört heute zu den Landkreisen Breisgau-Hochschwarzwald und Waldshut sowie zum Schwarzwald-Baar-Kreis in Baden-Württemberg.

## Geschichte
Das Gebiet der alten im Südschwarzwald gelegenen Grafschaft Bonndorf kam in den Wirren der Franzosenzeit 1806 zum Großherzogtum Baden. In Baden wurde am 22. Juni 1807 in der Provinz des Oberrheins das neue Amt Bonndorf eingerichtet. Es umfasste die Orte des Oberamtes Bonndorf und des Obervogteiamtes Blumegg der alten Grafschaft. Im Dezember 1807 wurden dem Amt weitere Orte zugeordnet.
Durch das Organisationsrescript vom 26. November 1809 wurde das Amt Bonndorf dem neuen Donaukreis zugeordnet. In den folgenden Jahren wurde die Abgrenzung des Amtes noch mehrfach geändert, bis der endgültige Umfang feststand.

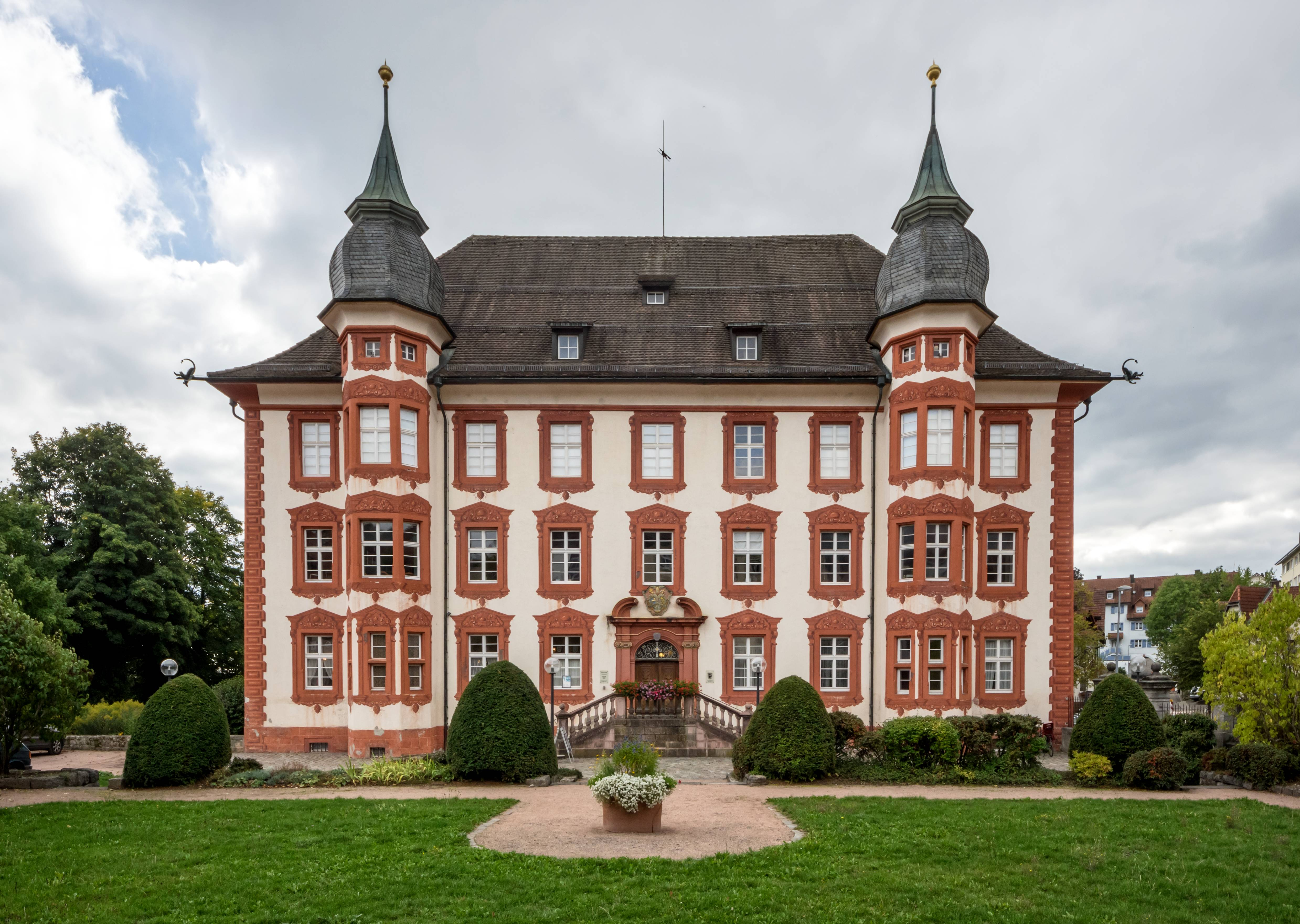
Schloss Bonndorf, ehemaliger Sitz des Bezirksamts

Als der Donaukreis 1819 aufgelöst wurde, kam das Amt Bonndorf zum Seekreis. Am 1. August 1857 wurde das Amt Stühlingen in das Amt Bonndorf eingegliedert. Das nun endgültig Bezirksamt genannte Amt gehörte ab 1864 zum Kreis Waldshut im Landeskommissärbezirk Konstanz. Es hatte seinen Sitz im Bonndorfer Schloss.
Am 1. Januar 1911 wurde die Gemeinde Schwarzhalden nach Schönenbach eingemeindet. Am 1. Juli 1921 gab das Bezirksamt Bonndorf die Gemeinde Breitenfeld an das Bezirksamt Waldshut ab.
Durch eine Verordnung des badischen Innenministers wurde das Bezirksamt Bonndorf zum 1. April 1924 aufgelöst:
- Die Gemeinden Achdorf, Asselfingen, Epfenhofen, Eschach, Ewattingen, Fützen, Münchingen, Opferdingen und Reiselfingen kamen zum Bezirksamt Donaueschingen.
- Die Gemeinden Bonndorf, Boll, Brunnadern, Ebnet, Faulenfürst, Grafenhausen, Gündelwangen, Holzschlag,  Schönenbach, Wellendingen und Wittlekofen kamen zum Bezirksamt Neustadt.
- Alle übrigen Gemeinden kamen zum Bezirksamt Waldshut.

## Einwohnerentwicklung
| Jahr | Einwohner | Quelle |
| ---- | --------- | ------ |
| 1814 | 08.959    | [ 14 ] |
| 1834 | 12.237    | [ 15 ] |
| 1852 | 14.781    | [ 16 ] |
| 1871 | 16.959    | [ 17 ] |
| 1890 | 16.162    | [ 18 ] |
| 1900 | 15.452    | [ 1 ]  |
| 1910 | 15.514    | [ 1 ]  |

## Gemeinden
Die folgende Tabelle enthält die Gemeinden, die dem Bezirksamt Bonndorf angehörten, ihre Einwohnerzahl bei den Volkszählungen von 1864, 1890 und 1910 sowie ihre heutige Zugehörigkeit. Von den heutigen Gemeinden liegt Blumberg im Schwarzwald-Baar-Kreis und liegen Löffingen sowie Schluchsee im Landkreis Breisgau-Hochschwarzwald. Alle übrigen Gemeinden gehören heute zum Landkreis Waldshut.
| Gemeinde           | 1864 | 1890 | 1910 | Heutige Zugehörigkeit   |
| ------------------ | ---- | ---- | ---- | ----------------------- |
| Achdorf            | 207  | 154  | 138  | Blumberg                |
| Aichen             | 333  | 250  | 283  | Waldshut-Tiengen        |
| Aselfingen         | 204  | 169  | 166  | Blumberg                |
| Berau              | 503  | 437  | 421  | Ühlingen-Birkendorf     |
| Bettmaringen       | 529  | 484  | 459  | Stühlingen              |
| Birkendorf         | 697  | 542  | 531  | Ühlingen-Birkendorf     |
| Blumegg            | 329  | 326  | 335  | Stühlingen              |
| Boll               | 219  | 161  | 158  | Bonndorf im Schwarzwald |
| Bonndorf (Stadt)   | 1237 | 1524 | 1760 | Bonndorf im Schwarzwald |
| Breitenfeld        | 166  | 139  | 120  | Waldshut-Tiengen        |
| Brenden            | 219  | 163  | 171  | Ühlingen-Birkendorf     |
| Brunnadern         | 188  | 160  | 147  | Bonndorf im Schwarzwald |
| Buggenried         | 144  | 120  | 97   | Grafenhausen            |
| Dillendorf         | 395  | 317  | 355  | Bonndorf im Schwarzwald |
| Ebnet              | 154  | 139  | 113  | Bonndorf im Schwarzwald |
| Epfenhofen         | 232  | 251  | 188  | Blumberg                |
| Eschach            | 134  | 107  | 98   | Blumberg                |
| Ewattingen         | 795  | 712  | 661  | Wutach                  |
| Faulenfürst        | 147  | 129  | 109  | Schluchsee              |
| Fützen             | 856  | 859  | 679  | Blumberg                |
| Grafenhausen       | 1116 | 986  | 966  | Grafenhausen            |
| Grimmelshofen      | 382  | 471  | 405  | Stühlingen              |
| Gündelwangen       | 409  | 323  | 329  | Bonndorf im Schwarzwald |
| Holzschlag         | 105  | 78   | 81   | Bonndorf im Schwarzwald |
| Hürrlingen         | 304  | 263  | 196  | Ühlingen-Birkendorf     |
| Krenkingen         | 321  | 271  | 243  | Waldshut-Tiengen        |
| Lausheim           | 332  | 303  | 314  | Stühlingen              |
| Lembach            | 303  | 246  | 247  | Wutach                  |
| Mauchen            | 575  | 470  | 386  | Stühlingen              |
| Mettenberg         | 400  | 305  | 239  | Grafenhausen            |
| Münchingen         | 275  | 272  | 265  | Wutach                  |
| Oberwangen         | 237  | 249  | 194  | Stühlingen              |
| Opferdingen        | 93   | 91   | 82   | Blumberg                |
| Reiselfingen       | 495  | 461  | 454  | Löffingen               |
| Riedern am Wald    | 443  | 395  | 366  | Ühlingen-Birkendorf     |
| Schönenbach        | 124  | 120  | 68   | Schluchsee              |
| Schwaningen        | 389  | 344  | 370  | Stühlingen              |
| Schwarzhalden      | 122  | 58   | 47   | Schluchsee              |
| Staufen            | 161  | 120  | 139  | Grafenhausen            |
| Stühlingen (Stadt) | 1178 | 1291 | 1262 | Stühlingen              |
| Ühlingen           | 796  | 678  | 655  | Ühlingen-Birkendorf     |
| Unterwangen        | 166  | 158  | 141  | Stühlingen              |
| Weizen             | 519  | 508  | 552  | Stühlingen              |
| Wellendingen       | 367  | 339  | 325  | Bonndorf im Schwarzwald |
| Wittlekofen        | 225  | 219  | 199  | Bonndorf im Schwarzwald |